# Aline Kuppenheim
Aline Küppenheim Gualtieri (Barcelona, 10 d'agost de 1969) és una actriu de teatre, cinema i televisió xilena d'ascendència francesa, que ha treballat també com directora de teatre. És considerada per la llista Chile Elige com la cinquena major intèrpret femenina de tots els temps.
És una de les actrius amb més nominacions al Premi Altazor, amb 7 esments en total, la primera com a actriu de repartiment en la telenovel·la La fiera del 1999 i la més recent, el 2014, per la seva participació a la sèrie Ecos del desierto. Té una dilatada carrera al cinema, destacant la seva participació a Una mujer fantástica (2017), guanyadora de l'Oscar a la millor pel·lícula de parla no anglesa.

## Biografia

### Primers anys
De pare francès i mare xilena, Kuppenheim va viure els seus primers anys itinerant per diferents punts d'Europa, a conseqüència de l'ofici dels seus pares -tots dos artesans-. Des d'allí neix a més la seva afició pel dibuix, ja que -segons pròpia confessió- solia dibuixar amb guix als carrers de París, mentre els seus pares treballaven.
Torna a Xile a principias dels anys 80, on cursa els seus estudis al Col·legi La Girouette de Las Condes. Posteriorment estudia teatre en l'acadèmia-club de Fernando González.

### Carrera artística
Debuta en telenovel·les amb la reeixida teleserie Ellas por ellas de Canal 13 interpretant a Victoria "Vicky". Després es canvia a TVN on participa a les telesèries Trampas y caretas i Jaque mate, en aquesta última obté el seu primer paper important com una de les protagonistes juvenils de la història al costat de Felipe Camiroaga.
Posteriorment torna a Canal 13 on participa en teleseries com Champaña, El amor está de moda (on debuta com a cantant interpretant el tema central de la telesèrie), Marrón Glacé, el regreso, Eclipse de luna i Amándote, per després canviar-se novament a TVN, on obté el sru primer paper antagònico a la telenovel·la La fiera, protagonitzada per Claudia Di Girolamo. En finalitzar aquesta teleserie, decideix anar-se amb el seu llavors marit, l'actor Bastián Bodenhöfer a França perquè l'actor va ser designat com a agregat cultural d'aquest país.
En 2004, torna a Xile i protagonitza Destinos cruzados i Entre medias, posteriorment és fitxada per la productora Roos Film, per a protagonitzar l'adaptació xilena de Montecristo, finalitzant el seu pas per Mega, amb una petita participació com a actriu convidada en alguns capítols de Fortunato, adaptació xilena d'una popular tira argentina.
En televisió també ha participat en sèries com JPT: Justicia para todos i Cárcel de mujeres 2.
En matèria fílmica, va participar en Sangre de Cuba (Dreaming of Julia), cinta en la qual va compartir crèdits amb actors com Gael García Bernal i Harvey Keitel. Celebrada va ser la seva actuació en Machuca, on va personificar amb gran solvència a María Luisa Infante, una acomodada dona immersa en els canvis que va provocar el cop d'estat al Xile de 1973.
El 2011 participa s Prófugos com la Fiscal Ximena Carbonell.
El 2017 destaca la seva participació a Una mujer fantástica, guanyadora del premi Oscar a LA millor pel·lícula de parla no anglesa.
En 2022 va protagonitzar al costat de Claudia di Girolamo, 42 días en la oscuridad de Netflix. En la seva setmana d'estrena, va escalar en les primeres posicions del llistat de la plataforma de streaming. 42 dÍAs en la OSCURIDAD es va acomodar en el setè lloc de les sèries no parlades en anglès més reeixides, acumulant 9,9 milions d'hores vistes des de la seva estrena.

## Vida personal
En el pla personal, Aline va ser parella de Álvaro Rudolphy i Luciano Cruz-Coke. Posteriorment contreu matrimoni amb l'actor Bastián Bodenhöfer (amb qui té un fill anomenat Ian, nascut l'any 2000). No obstant això aquesta unió finalitza en 2006.
Posteriorment va iniciar una relació amb l'italià Renzo Melai qui va morir el 23 de juny de 2008 després que la seva moto xoqués amb un camió en Peñalolén. La informació, lliurada pel diari La Tercera, va assenyalar que Renzo s'exercia com a guia de turisme aventura des que va arribar a Xile l'any 2000.

## Filmografia

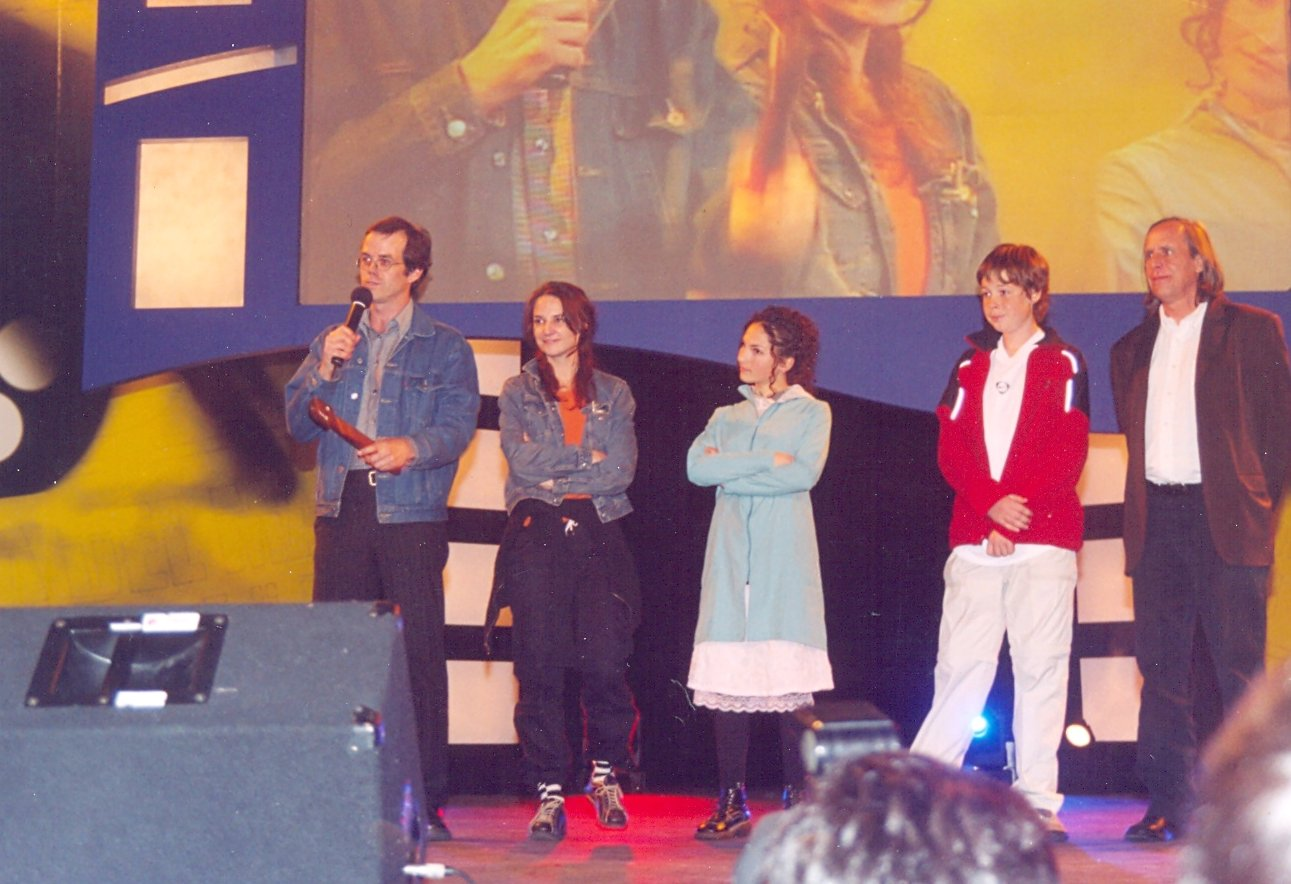
Andrés Wood, Aline Kuppenheim y Manuela Martelli durant la premiació de la pel·lícula Machuca, sl Festival Internacional de Cinems de Viña del Mar de 2004.

| Any  | Títol                                             | Paper                       | Director             |
| ---- | ------------------------------------------------- | --------------------------- | -------------------- |
| 1998 | El hombre que imaginaba                           | Jimena                      | Claudio Sapiaín      |
| 2000 | Historias de sexo                                 | Mariana Vera / Valentina    | Antonia Olivares     |
| 2003 | Buscando a la señorita Hyde                       | Elisa                       | Pepe Maldonado       |
| 2004 | Machuca                                           | María Luisa Infante         | Andrés Wood          |
| 2005 | Play                                              | Irene                       | Alicia Scherson      |
| 2005 | Alberto: ¿quién sabe cuánto cuesta hacer un ojal? | Julia Cruchaga              | Ricardo Larraín      |
| 2005 | El baño                                           |                             | Gregory Cohen        |
| 2005 | Pecados                                           | Envidia                     | Martín Rodríguez     |
| 2006 | Sangre de Cuba                                    | Katia                       | Juan Gerard          |
| 2007 | La buena vida                                     | Teresa                      | Andrés Wood          |
| 2007 | Malta con huevo                                   | Bárbara                     | Cristobal Valderrama |
| 2008 | Turistas                                          | Carla Gutiérrez             | Alicia Scherson      |
| 2012 | Joven y alocada                                   | Teresa                      | Marialy Rivas        |
| 2012 | Las mujeres de Neruda                             | Laura Arrué                 | Oscar Barney Finn    |
| 2015 | Allende en su laberinto                           | Miria Contreras «La Payita» | Miguel Littin        |
| 2015 | El bosque de Karadima                             | Leonor Leyton               | Matías Lira          |
| 2017 | Una mujer fantástica                              | Sonia Bunster               | Sebastián Lelio      |
| 2018 | Princesita                                        | Veu de Tamara adulta        | Marialy Rivas        |
| 2022 | 1976                                              | Carmen                      | Manuela Martelli     |
| 2023 | Detrás de la lluvia                               |                             | Valeria Sarmiento    |

## Televisió
| Any       | Títol                             | Paper                          |                                         |
| --------- | --------------------------------- | ------------------------------ | --------------------------------------- |
| 1991      | Ellas por ellas                   | Victoria Celemín               | Repartiment                             |
| 1992      | Trampas y caretas                 | Antonia Fernández              | Repartiment                             |
| 1993      | Jaque mate                        | Carolina Möller                | Repartiment                             |
| 1994      | Champaña                          | Valentina Garcés               | Papel co-principal                      |
| 1994      | Soltero a la medida               | Ángela Soldi                   | Paper co-principal                      |
| 1995      | El amor está de moda              | Valeria Correa                 | Paper co-principal                      |
| 1996      | Marrón Glacé, el regreso          | Margot Derville                | Antagonista                             |
| 1996      | Vecinos puertas adentro           | Daniela                        | Paper principal                         |
| 1997      | Eclipse de luna                   | Almendra Riva                  | Paper principal                         |
| 1998      | Amándote                          | Susana Álvarez                 | Paper principal                         |
| 1999      | La Fiera                          | Magdalena Ossandón "La Joyita" | Antagonista                             |
| 2003      | Justicia para todos               | Rocío Castañeda                | Paper principal                         |
| 2004      | Destinos cruzados                 | Laura Squella                  | Paper principal                         |
| 2005      | Heredia y asociados               | Emilia Mollet                  | Episodi: ¿Quién mató a Trinidad Mollet? |
| 2005      | Justicia para todos 2             | Rocío Castañeda                | Paper principal                         |
| 2006      | Entre medias                      | Maite Contreras                | Paper principal                         |
| 2006      | El Aval                           | Abril                          | Paper principal                         |
| 2006      | Montecristo                       | Victoria Sáenz                 | Paper co-principal                      |
| 2007      | Fortunato                         | Rita Oyarzún                   | Especial                                |
| 2007      | Mujeres que matan                 | Matilde                        | Episodi: ¿?                             |
| 2008      | Cárcel de mujeres 2               | Francisca Ossandón             | 2 episodis                              |
| 2011      | Divino tesoro                     | Maritza Paredes                | Repartiment                             |
| 2011-2013 | Prófugos                          | Ximena Carbonell               | Paper co-principal                      |
| 2013      | Ecos del desierto                 | Carmen Hertz                   | Paper principal                         |
| 2015      | El bosque de Karadima, la serie   | Leonor Leyton                  | Repartiment                             |
| 2016      | Bala loca                         | Ángela Sepúlveda               | Repartiment                             |
| 2017      | 12 días que estremecieron a Chile | Carmen Haselberg               | Episodi: Caso Joannon                   |
| 2019      | En terapia                        | Alicia                         | Paper co-principal                      |
| 2022      | 42 días en la oscuridad           | Verónica Montes                | Paper principal                         |

## Teatre
- Tres mujeres altas (1996)
- Tus deseos en fragmentos (2003)
- El taller de los celos (2004)
- El hombre vertical (2005)
- El capote (2007)
- Buchettino (assistent de direcció) (2010)
- Sobre la cuerda floja (direcció) (2010)
- Feos (direcció) (2015)

## Premis i nominacions

### Premi Altazor
| Any  | Categoria                  | Treball           | Resultat  |
| ---- | -------------------------- | ----------------- | --------- |
| 2005 | Millor Actriu de Televisió | Destinos cruzados | Nominat   |
| 2005 | Millor Actriu de Cinema    | Machuca           | Nominat   |
| 2006 | Millor Actriu de Cinema    | Play              | Nominat   |
| 2008 | Millor Actriu de Cinema    | La buena vida     | Nominat   |
| 2013 | Millor Actriu de Cinema    | Joven y alocada   | Nominat   |
| 2014 | Millor Actriu de televisió | Ecos del desierto | Guanyador |

### Premi APES
| Any  | Categoria                             | Treball           | Resultat |
| ---- | ------------------------------------- | ----------------- | -------- |
| 1999 | Millor actriu principal en televisió  | Amándote          | Nominat  |
| 2000 | Millor actriu de soporte en televisió | La fiera          | Nominat  |
| 2005 | Millor actriu principal en televisió  | Destinos cruzados | Nominat  |

### Premi Caleuche
| Any  | Categoria                                           | Treball                         | Resultat  |
| ---- | --------------------------------------------------- | ------------------------------- | --------- |
| 2016 | Millor actriu de suport en cinema                   | El bosque de Karadima           | Nominat   |
| 2016 | Millor actriu de suport en sèries i/o minisèries    | El bosque de Karadima, la serie | Nominat   |
| 2017 | Millor actriu de suport en sèries i/o minisèries    | Bala loca                       | Nominat   |
| 2018 | Millor actriu de suport en cinema                   | Una mujer fantástica            | Nominat   |
| 2018 | Millor actriu protagonista en sèries i/o minisèries | 12 días (Caso Joannon)          | Nominat   |
| 2023 | Millor actriu protagonista en cinema                | 1976                            | Guanyador |

### Premi Pedro Sienna
| Any  | Categoria                                  | Treball               | Resultat  |
| ---- | ------------------------------------------ | --------------------- | --------- |
| 2006 | Millor interpretació Secundària Femenina   | Play                  | Nominat   |
| 2008 | Millor interpretació protagonista Femenina | La buena vida         | Guanyador |
| 2010 | Millor interpretació protagonista Femenina | Turistas              | Nominat   |
| 2016 | Millor interpretació Secundària Femenina   | El bosque de Karadima | Nominat   |

### Altres premis
| Any  | Premi                                         | Categoria                         | Treball           | Resultat  |
| ---- | --------------------------------------------- | --------------------------------- | ----------------- | --------- |
| 2004 | Revista WIKEN                                 | Millor actriu Secundària          | Machuca           | Guanyador |
| 2004 | Revista WIKEN                                 | Millor actriu Televisiva de l’any | Destinos cruzados | Guanyador |
| 2008 | Festival de Cinema Llatinoamericà de Biarritz | Premi d’Actuació                  | La buena vida     | Guanyador |
| 2022 | Festival de Cinema de Lima                    | Premi d’Actuació                  | 1976              | Guanyador |
| 2022 | Festival Internacional de Cinema de Tòquio    | Millor actriu                     | 1976              | Guanyador |
| 2023 | X edició dels Premis Platino                  | Millor actriu principal cinema    | 1976              | Nominat   |